# Boris
Boris je moško osebno ime.

## Različice imena
- Moške oblike imena: Bor, Bora, Boran, Borče, Borči, Borčo, Bore, Borja, Borivoj, Borin, Borko, Borislav, Borisav, Borivij, Borivoje
- Ženske oblike imena: Borisa (Borisava, Borislava, Bora, Borka...)

## Tujejezikovne oblike imena
- pri Bolgarih, Rusih, Srbih, Ukrajincih: Борис (Boris /rus. izg.: Barís)
- pri Belorusih: Барыс (Barys)
- pri Poljakih: Borys
- pri Madžarih: Borisz
- pri Angležih, Nemcih in večini drugih narodov: Boris

## Izvor imena
Ime Boris je prevzeto iz ruščine. V Sloveniji se je uveljavilo na prelomu iz 19. v 20. stoletje, zlasti pa še po 2. svetovni vojni. Ime Boris je možno razlagati kot skrajšano obliko dvočlenskega slovanskega imena Borislav. Borislav ima kot prvi člen velelnik glagola boriti se, končnica na -slav pa je pogosti sestavni del slovanskih dvočlenskih imen.
Ime Boris običajno povezujejo z imenom bolgarskega vladarja Bogoris-a, tudi Borisis-a, ki je bil krščen leta 864 in je umrl 2. maja leta 907, pri čemer bolgarsko ime Bogoris izhaja iz mongolske besede bogori, ki pomeni »majhen«.

## Pogostost imena
- Leta 1994 je bilo po podatkih iz knjige Leksikon imen Janeza Kebra v Sloveniji 9091 nosilcev imena Boris.Ostale različice imena, ki so bile še v uporabi: Bor (149), Bora (14), Boran (6), Borče (5), Borja (8), Borislav (370), Borivoj (68), Borivoje (50).[2]
- Po podatkih Statističnega urada Republike Slovenije je bilo na dan 31. decembra 2007 v Sloveniji število moških oseb z imenom Boris: 8.577. Med vsemi moškimi imeni pa je ime Boris po pogostosti uporabe uvrščeno na 26. mesto.[3]

## Osebni praznik
Kot svetnika časti Cerkev poleg bolgarskega kralja Borisa Mihaela tudi brata Borisa in Gleba (pri krstu sta bila preimenovana v Romana in Davida), mučenca, ki sta umrla leta 1015. God obeh Borisov je 2. maja; v koledarju je ime Boris zapisano še 24. julija (Boris, kijevski mučenec, † 24. julija 1015).

## Znani nosilci imena
- Boris I. Bolgarski, bolgarski kan in knez
- Boris II: Bolgarski, bolgarski car
- Boris III. Bolgarski, bolgarski car (1918-43)
- Boris Aberšek, slovenski elektrotehnik, ddr., profesor UM
- Boris Andrijanič, slovenski farmacevt in gospodarstvenik
- Boris Balant, slovenski grafični oblikovalec
- Boris Barnet, sovjetski/ruski filmski režiser britanskega porekla
- Boris Becker, nemški tenisač
- Boris Beja, slovenski kipar, večmedijski umetnik, publicist
- Boris Bele, slovenski pevec in kitarist, glasbeni producent
- Boris Beloglavec, slovenski vinogradniški strokovnjak, enolog
- Boris Benčič, slovenski slikar, fotograf, večmedijski umetnik, jadralec
- Boris Benedik, slovenski kegljavec
- Boris Benko, slovenski pevec (Silence, Laibach), slikar
- Boris Berce, slovenski geolog
- Boris Berezovski, ruski matematik in tajkun/oligarh
- Boris Berezovski, ruski pianist
- Boris Bergant, novinar, urednik, komentator, medijski menedžer
- Boris Bernetič, gospodarstvenik in politik
- Boris Bežan, arhitekt
- Boris Bizjak, flavtist
- Boris Y. Božič, slikar, grafik, eksperimentalni fotograf, glasbenik
- Boris Breskvar, tenisač in športni delavec
- Boris Brunčko, slovenski gledališki igralec in režiser
- Boris Bukowski, avstrijski pevec
- Boris Bulog, biolog, zoolog
- Boris Cavazza, igralec, režiser
- Boris Cergolj, zdravnik in zdravstveni organizator
- Boris Cibic, zdravnik kardiolog
- Boris Cijan, strojnik, letalec
- Boris Cipot, novinar
- Boris Cizelj, politolog, ekonomist, diplomat
- Boris Čampa, flavtist
- Boris Čatalbašev, bolgarski šahist
- Boris Čeh, kemik (drug = oblikovalec, ilustrator)
- Boris Černigoj, strojnik, prof.
- Boris Čibej, novinar, urednik
- Boris Čižmek-Bor, generalmajor, poveljnik Milice
- Boris Denič, slovenski rokometaš
- Boris Devetak, slovenski zamejski humorist
- Boris Dežulović, hrvaški novinar
- Boris Diaw, francoski košarkar
- Boris Dolničar, novinar, urednik
- Boris Fakin (Igor Torkar) slovenski pisatelj, kemik
- Boris Filli, slovenski družbeni delavec, publicist
- Boris Frank, slovenski harmonikar
- Boris Frlec, slovenski kemik, diplomat
- Boris Furlan, slovenski pravnik, univerzitetni profesor, politični zapornik
- Boris Gaberščik, slovenski urbanist; Boris mlajši - umetniški fotograf
- Boris Geršak, kapitan bojne ladje SV
- Boris Godunov, ruski regent (1584-1598) in car (1598-1605)
- Boris Golec, slovenski zgodovinar
- Boris M. Gombač, slovenski zgodovinar, muzealec
- Boris Gorenc, slovenski košarkar
- Boris Grabnar, novinar, publicist, pisatelj, futurolog, komunikolog, retorik
- Boris Gregorka, telovadec, športni delavec, trener
- Boris Gromov, ruski general in politik
- Boris Groys, rusko-nemški umetnostni teoretik
- Boris Gruden, glasbenik tubist
- Boris Hlebnikov, ruski filmski režiser
- Boris Hristov, bolgarski operni pevec - basist
- Boris Iskra, slovenski narodni in politični delavec v Italiji
- Boris Ivanowski, ruski dirkač
- Boris Jelcin, prvi predsednik Rusije po razpadu SZ (1991-1999)
- Boris Jereb, zdravnik nevrolog
- Boris Jesih, slovenski slikar, grafik, pedagog
- Boris Jesih, slovenski strokovnjak za manjšine
- Boris Jež, slovenski novinar
- Boris Juh, slovenski igralec
- Boris Johnson, britanski premier
- Boris Jukić, slovenski pisatelj, prevajalec, bibliotekar
- Boris Jurjaševič, slovenski filmski režiser
- Boris Kalin, slovenski kipar
- Boris Kambič, slovensko-argentinski alpinist, andinist
- Boris Karloff (pravo ime William Henry Pratt), angleški igralec v grozljivkah
- Boris Kavur, slovenski prazgodovinski arheolog, paleoantropolog
- Boris Kerč, slovenski duhovnik
- Boris Kerč, slovenski igralec
- Boris Kidrič, slovenski komunistični politik in partizanski voditelj
- Boris Klavora, slovenski veslač
- Boris Klun, slovenski nevrokirurg
- Boris Kobal, slovenski režiser, igralec, komediograf in humorist
- Boris Kobe, slovenski risar, ilustrator, arhitekt in slikar
- Boris Kocijančič, slovenski politični in športni delavec
- Boris Kočevar, slovenski igralec
- Boris Kolar, slovenski biolog, ekolog in pisatelj
- Boris Kononenko, slovenski lutkar, pravljičar, pesnik in animator
- Boris Kopitar, slovenski narodnozabavni pevec in TV-voditelj
- Boris Kovač, slovenski šahist
- Boris Kovačič, slovenski skladatelj, klarinetist, glasbeni producent in aranžer
- Boris Kožuh, pedagog, univ. prof.
- Boris Krabonja, humanitarni delavec
- Boris Kraigher, slovenski komunistični politik
- Boris Krajnc, kemik, žrtev političnega procesa
- Boris Kralj, slovenski igralec in pisatelj
- Boris Kristančič, slovenski košarkar
- Boris Kryštufek, slovenski biolog, zoolog
- Boris Kuhar, slovenski etnolog, muzealec
- Boris Kunc, slovenski kirurg
- Boris Kunčič, slovenski hokejist
- Boris Kuret, zamejski domoznanec, publicist, urednik, kulturni delavec
- Boris Kutin, slovenski šahist in šahovski funkcionar
- Boris Lasič, slovenski tekstilni gospodarstvenik in (2.) fizik, generalni direktor Iskre
- Boris Lavrič, slovenski matematik
- Boris Leskovec, slovenski arhitekt športnih objektov
- Boris Lipužič, slovenski šolnik, pedagog
- Boris Lotrič, slovenski hokejist
- Boris Lutar, slovenski gradbenik
- Boris Macarol - Mc, slovenski jamar
- Boris Majcen, ekonomist (2. = trobentač)
- Boris Majer, slovenski filozof in partijski ideolog
- Boris Malovrh, slovenski gospodarstvenik
- Boris Markoja, slovenski šahist
- Boris Menina (prv. Mercina), slovenski veterinar
- Boris Merhar, slovenski literarni zgodovinar, etnolog, verzolog, prešernoslovec
- Boris Mihajlov, ruski hokejist
- Boris Mihalj, slovenski igralec; slikar, kipar, umetnostni zgodovinar
- Boris Mikoš, slovenski gradbenik, politik, komunalni gospodarstvenik
- Boris Mikuš, slovenski častnik
- Boris Milevoj, slovenski ugankar, slovaropisec
- Boris Misja, slovenski slavist
- Boris Andrej Mlakar, slovenski filmski režiser in scenarist
- Boris Mlakar, slovenski zgodovinar
- Boris Muževič, slovenski novinar, politik, podjetnik in publicist
- Boris Navinšek, elektrotehnik, strokovnjak za tanke plasti
- Boris Nemcov, ruski opozicijski politik, žrtev atentata
- Boris Neveu, francoski kajakaš slalomist
- Boris Novak, slovenski zdravnik
- Boris Novak, slovenski menedžer
- Boris A. Novak, pesnik, pisatelj, dramatik, esejist, prevajalec, predavatelj, literarni teoretik ...
- Boris Orel, slovenski etnolog, muzealec
- Boris Orel, slovenski fizik
- Boris Ostan, igralec
- Boris Ožbolt, slovenski častnik
- Boris Pahor (1913 - 2022), slovenski pisatelj in publicist
- Boris Pajič, slovenski hokejist
- Boris Palčič, slovenski TV in filmski režiser, scenarist in pedagog
- Boris Pangerc, pesnik, pisatelj, publicist, urednik, prevajalec, zamejski politik
- Boris Pasternak, ruski pisatelj in nobelovec
- Boris Paternu, slovenski litererarni zgodovinar, teoretik, profesor in akademik
- Boris Matija Peterlin, slovensko-ameriški biokemik in mikrobiolog, akademik
- Boris Pihlar, slovenski kemik
- Boris Pilato, slovenski baletnik in koreograf
- Boris Pintar, slovenski pisatelj, esejist, prevajalec, dramaturg, kritik
- Boris Pipan, slovenski gradbenik, hidrotehnik (HE)
- Boris Pistorius, nemški politik, obrambni minister
- Boris Pleskovič, arhitekt/urbanist?; ekonomist, preds. SSK
- Boris Plevnik, športni zdravnik
- Boris Poberaj, zdravnik v Dohi ...
- Boris Podobnik, hrvaško-slovenski ekonomist
- Boris Podrecca, slovensko-avstrijsko-italijanski arhitekt
- Boris Popov, rusko-slov. opreni pevec
- Boris Popovič, podjetnik, koprski župan, politik
- Boris Premužič, kolesar
- Boris Prokofjev, slovenski kipar
- Boris Pšeničnik, slovenski elektrotehnik, izumitelj
- Boris Pugo, latvijski in sovjetski politik, pučist
- Boris Putjata, rusko-slovenski gledališki igralec in režiser
- Boris Race, slovenski zamejski politik in gospodarstvenik
- Boris Rehar, slovenski policist, vodja slovenskega Interpola
- Boris Renaud (Boris Reno), hrvaški hokejist
- Boris Režek, slovenski smučarski tekač in alpinist
- Boris Rihteršič, slovenski prevajalec, novinar, pisatelj
- Boris Rjazancev, slovenski zdravnik ortoped
- Boris Rogelj, slovenski biotehnolog
- Boris Rosina, slovenski novinar, urednik, cineast
- Boris Rošker, slovenski glasbenik: dirigent, skladatelj, aranžer
- Boris Rozman, slovenski arhitekt
- Boris Sajovic, slovenski slikar
- Boris Salobir, slovenski rudarski strok.-dr., pesnik, filmski in likovni ustvarjalec, fotograf
- Boris Samov, psevdonim Iva Pirkoviča
- Boris Sancin, slovenski ekonomist, publicist v zamejstvu
- Boris Sikošek, slovenski geolog, šahist? - v Beogradu
- Boris Sila, slovenski kineziolog
- Boris Sket, slovenski speleobiolog, univ. profesor, akademik
- Boris Snoj, slovenski ekonomist
- Boris Sobočan, slovenski izumitelj
- Boris Sovič, slovenski politik
- Boris Spas(s)ki, sovjetski in ruski šahist
- Boris Strel, slovenski smučar
- Boris Strohsack, slovenski pravnik
- Boris Svetlin, slovenski hokejist in trener
- Boris Šinigoj, slovenski pozavnist in direktor SF
- Boris Šinigoj mlajši, slovenski lutnjist in filozof
- Boris Šinkovec, slovenski geolog
- Boris Šket, slovenski kemik
- Boris Škrjanc
- Boris Šlajmer
- Boris Šnuderl, slovenski politik, gospodarstvenik in diplomat
- Boris Štefanec, slovenski pravnik, predsednik KPK
- Boris Štok, slovenski strojnik
- Boris Šuligoj, slovenski novinar, satirik
- Boris Šurbek, slovenski tolkalist in timpanist
- Boris Šuštar
- Boris Šuštaršič
- Boris Švara,  slovenski dirigent
- Boris Tadić, srbski predsednik (2004-12)
- Boris Tomašič
- Boris Tomažič, klasični filolog in publicist
- Boris Tovornik, elektrotehnik
- Boris Trajkovski, makedonski predsednik (1999-2004)
- Boris Trampuž - Čož
- Boris Tuma
- Boris Turk, biotehnolog/iokemik?
- Boris Turžanski, sovjetski vojaški pilot, heroj SZ
- Boris Ule, metalurg
- Boris Urbanc
- Boris Urbančič
- Boris Uspenski, ruski filolog in semiotik
- Boris Vadnjal
- Boris Valenčič, fotograf in samozvani "slovenski kralj"
- Boris Vedlin
- Boris Velenšek
- Boris Verbič
- Boris Vezjak, slovenski filozof in publicist
- Boris Vian, francoski pisatelj, pesnik in pevec
- Boris Vinter
- Boris Višnovec
- Boris Vitez
- Boris Volk
- Boris Vremšak, slovenski skladatelj in zborovski pevec
- Boris Voloncov-Veljaminov, ruski astronom in astrofizik
- Boris Vremšak, slovenski skladatelj in zborovski pevec
- Boris Zagradišnik
- Boris Zakrajšek
- Boris Zaplatil, slovensk islikar in grafik
- Boris Zarnik, slovensko-hrvaški biolog
- Boris Zidarič, slovenski pravnik in gospodarstvenik
- Boris Ziherl, slovenski komunistični ideolog, sociolog, profesor in politik
- Boris Zrinski, slovenski košarkarski trener
- Boris Zuljan, slovenski slikar, grafik in restavrator
- Boris Zupančič, slovenski kemik
- Boris Žemva, slovenski kemik
- Boris Žitnik, slovenski elektroenergetik
- Boris Živec, slovenski ekonomist in politik
- Boris Žlender, slovenksi šahist, dopisni velemojster
- Boris Žnidarič, slovenski policist, dr. obramboslovja
- Boris Žohar, slikar in kipar samouk
- Boris Žužek, slovenski kemik, gospodarstvenik
- Boris Župančič,
- Andrej Žvan - Boris, partizan, narodni heroj
- Philippe Dhondt - Boris, francoski pevec, tekstopisec, elektronski glasbenik-skladatelj in radijski voditelj

Po imenu Boris se v Ukrajini imenuje mesto Borispolj v nekdanji poltavski guberniji, starejše tudi Borisovo Pole. Po Borisu in Glebu pa se imenuje tudi več vasi - Borisglebsk.